# Karmanowo (sieło, rejon janaulski)
Karmanowo (ros. Карманово) – wieś (sieło) w Rosji, w Baszkortostanie, w rejonie janaulskim. W 2010 liczyła 1251 mieszkańców.